# Кудажи, Михаил Субанович
Михаи́л Суба́нович Кудажи́ (при рождении — Кыргыс Кудажы; 1895, Ийи-Тал, Танну-Урянхай — 1975, Ийи-Тал, Тувинская АССР) — советский хозяйственный, государственный и политический деятель.

## Биография
Родился в 1895 году в селе Ийи-Тал в Танну-Урянхае (ныне — на территории Улуг-Хемского кожууна, Тыва, Россия).
С 1905 года — чабан, охотник, арат-скотовод.
Инициатор движения «дузаламчы» — помощи фронту от Тувинской Народной Республики. В марте 1943 года в составе тувинской делегации был на Брянском фронте, безвозмездно передал Красной Армии свыше 200 голов скота.
Член ВКП(б) с 1945 года. Избирался депутатом Верховного Совета СССР 1-го и 2-го созывов.
На пенсии с 1954 года. Умер в 1975 году в селе Ийи-Тал Тувинской АССР, похоронен там же.

### Семья
Жена — Чаданмаа Сарыговна Кудажы (1900, Хендерге — 1996).
Сын — Кызыл-Эник (1929—2006) — поэт, писатель, драматург, переводчик, публицист.

## Награды
- Заслуженный чабан ТНР
- орден Труда ТНР (1942)
- орден Ленина (1944)
- знак гвардейца (1943)
- медаль «За доблестный труд в Великой Отечественной войне 1941—1945 гг.» (1945)
- Юбилейные медали Победы[1].

## Память
- золотая надпись «Доблестные люди Тувы XX века» (2001)[1].